# Fusako Shigenobu
Fusako Shigenobu (japanska: 重信房子?, Shigenobu Fusako), född 28 september 1945 i Setagaya, är grundare och före detta ledare av Japanska Röda Armén. Hon är också känd under namnet Okudaira, som hon registrerade sig under efter ett fejkat giftermål med Takeshi Okudaira, en annan medlem i Japanska Röda Armén som dog i en attack i Tel Aviv.
Efter gymnasiet arbetade Fusako Shigenobu deltid för Kikkoman och studerade kvällstid på Meijiuniversitetet.
Fusako Shigenobu lämnade Japan 1971 för att resa runt i Europa, där hon kom i kontakt med människor från Folkfronten för Palestinas befrielse (PFLP), och i februari samma år startade hon vad som senare skulle bli den Japanska Röda Armén i Libanon. Hon blev internationellt efterlyst av Metropolitan Police Department för ockupationen av den franska ambassaden i Haag i Nederländerna 1974. Där tog tre medlemmar i den Japanska Röda Armén elva personer som gisslan och tvingade den franska regeringen att frisläppa en av deras medlemmar. Shigenobus mål var att etablera baser världen över och att starta en revolution i Japan.
I november 2000 blev Shigenobu gripen i Takatsuki i Osaka prefektur utanför Takatsuki Kyoto Hotel, där hon bodde. Gripandet kom som en överraskning eftersom hon hade sluppit undan japanska myndigheter i över 25 år och förmodades bo i Libanon. I själva verket hade Shigenobu bott i Takatsuki sedan juli 2000 och använt sin väns namn som identitet. Efter gripandet skrek hon till reportrarna: ”Jag ska fortsätta kämpa!”.
Under rättegången i april 2001 tillkännagav Shigenobu att hon hade upplöst Japanska Röda Armén och sade att hon skulle fortsätta sin kamp med lagliga medel. I februari 2006 dömdes hon till 20 års fängelse för kidnappning och mordförsök för attacken 1974 mot den franska ambassaden i Haag.
Shigenobu har en dotter, Mei Shigenobu, vars far är palestinsk. I maj 2001  publicerade Shigenobu Ringo-no Ki-no Shita-de Anata-wo Umo-to Kimeta (Jag bestämde mig för att föda under ett äppelträd), ett meddelande till dottern.
I maj 2022 släpptes Shigenobu ut efter 20 år i fängelse.